# كاثي غوثير
كاثي غوثير هي لاعبة كرلنغ كندية، ولدت في 5 يونيو 1961 في وينيبيغ في كندا.

## وصلات خارجية
- كاثي غوثير على موقع الاتحاد الدولي للكرلنغ (الإنجليزية)